# Comuna Bereznuvativka, Solone
Bereznuvativka (în ucraineană Березнуватівка) este o comună în raionul Solone, regiunea Dnipropetrovsk, Ucraina, formată din satele Bereznuvativka (reședința), Cervone, Hrușivka și Kosteantînivka.

## Demografie
Componența lingvistică a satului Bereznuvativka
     Ucraineană (95,47%)
     Rusă (2,45%)
     Alte limbi (0,27%)
Conform recensământului din 2001, majoritatea populației satului Bereznuvativka era vorbitoare de ucraineană (95,47%), existând în minoritate și vorbitori de rusă (2,45%) și armeană (1,81%).